# Blow: Blocks and Boat Docks
Blow: Blocks and Boat Docks — спільний студійний альбом американських реперів Мессі Марва та Berner, виданий 17 серпня 2010 р. лейблом Bern One. Реліз посів 48-му сходинку чарту Top R&B/Hip-Hop Albums, 16-те місце Top Heatseekers та 2-гу позицію Top Heatseekers (Pacific).
Виконавчий продюсер: Berner. Мастеринг, зведення: Ренді Біддл. На «Well Connected» існує відеокліп.

## Список пісень
| №  | Назва                                                                     | Тривалість |
| -- | ------------------------------------------------------------------------- | ---------- |
| 1  | «Well Connected» (у вик. Berner)                                          | 3:52       |
| 2  | «Dolla's» (з участю Shoboat)                                              | 4:07       |
| 3  | «Blow» (з участю Joe Blow)                                                | 4:03       |
| 4  | «Picture Me» (з участю Brisco та Cozmo)                                   | 5:20       |
| 5  | «Blow Money» (з участю Freeze та Killa Keise)                             | 4:21       |
| 6  | «Warrior» (з участю Ampichino та San Quinn)                               | 4:49       |
| 7  | «Heard About Me» (з участю B-Legit, Rocka Boy та The Jacka)               | 5:27       |
| 8  | «I Get It» (з участю Lee Majors та Yukmouth)                              | 4:20       |
| 9  | «City Shit» (з участю Buchanan, Killa Keise, Shag Nasty та Baldhead Rick) | 5:08       |
| 10 | «Whip Cream» (з участю Freeze та Smiggz)                                  | 4:47       |
| 11 | «High Speed» (з участю Ampichino)                                         | 4:11       |
| 12 | «Everything Is Wrong» (з участю Equipto)                                  | 4:33       |
| 13 | «How I Ride» (з участю Matt Blaque та San Quinn)                          | 5:03       |
| 14 | «Gold Club» (з участю Goldtoes та J. Stalin)                              | 4:37       |
| 15 | «Street Figures» (з участю Freeze та Maserati Rick)                       | 4:11       |
| 16 | «Vision» (з участю J. Stalin)                                             | 3:51       |